# Шур, Константин Владимирович
Константин Владимирович Шур (1882—1938) — начальник Главного управления мер и весов НКВД СССР.

## Биография
Родился в семье еврейского народного учителя. Работал формовщиком на гончарно-изразцовом заводе в Копыле, подручным токаря на заводе в Юзовке.
Меньшевик с 1903 по 1916 год. За революционную деятельность был трижды арестован, отбывал ссылку в Яранске с 1906 по 1908 год. В 1908—1916 годы находился в эмиграции в США (чернорабочий в Кливленде).
В 1916 году вернулся в Россию, был арестован, сидел в тюрьме в Петрограде и Харькове, освобождён после Февральской революции. Большевик с 1920 года. После Октябрьской революции в Москве на руководящей работе в промышленности (председатель правления Государственного объединения машиностроительных заводов (ГОМЗ), начальник отдела и член президиума Московского СНХ, председатель Московского губплана, директор Мосэлектропрома).
С 1929 года председатель Госплана Узбекской ССР.
С 1931 года начальник сектора лёгкой индустрии Госплана СССР, заместитель председателя Комитета стандартизации при СТО СССР, начальник Центрального управления мер и весов Народного комиссариата тяжёлой промышленности СССР. Центральное управление мер и весов 26 июня 1936 года было включено в состав НКВД СССР (в декабре 1936 года оно было переименовано в Главное управление мер и весов НКВД).
Уволен из НКВД 19 мая 1937 года, в том же году исключён из коммунистической партии. До ареста работал в Институте экономики Московской области научным сотрудником. Арестован 10 марта 1938 года, приговорён к расстрелу 30 апреля 1938 года по обвинению в шпионской деятельности в пользу латвийской разведки. Расстрелян 17 мая 1938 года на Бутовском полигоне.
Посмертно реабилитирован в июле 1956 года.